# 朴拉琪·黛塞
朴拉琪·黛塞（1988年9月12日—）是印度的一名女演员，因出演《Rock On!!》、《Once Upon A Time In Mumbaai》、《Bol Bachchan》等剧得到了商业化的赞赏。黛塞因出演电视剧《一生的承诺》而出名。黛塞是Neutrogena在印度的品牌形象大使。